# Klimowskaja (rejon totiemski)
Klimowskaja (ros. Климовская) – wieś w Rosji, w rejonie totiemskim obwodu wołogodzkiego. W 2010 r. liczyła 42 mieszkańców.